# Clubiona yintiaoling
Espèce
Clubiona yintiaoling est une espèce d'araignées aranéomorphes de la famille des Clubionidae.

## Distribution
Cette espèce est endémique de Chongqing en Chine,. Elle se rencontre dans le xian de Wuxi.

## Description
Le mâle holotype mesure 7,25 mm et le mâle paratype 5,87 mm.

## Systématique et taxinomie
Cette espèce a été décrite par Zhang, Li et Zhang en 2025.

## Étymologie
Son nom d'espèce lui a été donné en référence au lieu de sa découverte, la réserve naturelle de Yintiaoling.

## Publication originale
- Zhang, Li & Zhang, 2025 : « Three new species of the sac spider genus Clubiona Latreille, 1804 from the Yintiaoling Nature Reserve, Chongqing, China. » Zootaxa, no 5652(1), p. 129-135.